# Zkr
Zkr (* 14. Oktober 1996), auch ZKR geschrieben, ist ein französischer Rapper aus Roubaix. Mit seinem Debütalbum Dans le mains schaffte er 2021 sofort den Sprung auf Platz 1 der Charts in Frankreich und im französischsprachigen Belgien.

## Biografie
Zkr stammt aus Roubaix an der französisch-belgischen Grenze. Zkr steht für seinen Vornamen Zacharya (Nachname unbekannt). Mit 14 Jahren veröffentlichte der Franzose mit marokkanischen Wurzeln erstmals improvisierte Rapstücke über die Videoplattform YouTube, gab aber bald wieder auf. Erst acht Jahre später unternahm er einen zweiten Anlauf und diesmal fand seine Serie Freestyle 5 min bei Dailymotion großes Interesse. Im November 2018 ließ er außerdem eine EP mit 9 Stücken folgen.
Eine Haftstrafe unterbrach seine Rapkarriere, aber im Juni 2020 schaffte er es mit dem 8. Teil der Freestyle-Serie erstmals in die französischen Charts. Es folgte beim Label Morning Glory seine erste offizielle Single Romance criminelle, die zwei Monate später bis auf Platz 50 der Charts stieg, und Poursuite, eine Zusammenarbeit mit Koba LaD. Beide erreichten millionenfache Aufrufe bei YouTube.
Am 8. Januar 2021 erschien sein Debütalbum Dans les mains. Produzent war DJ Bellek, der auch schon mit Lacrim und Niska gearbeitet hatte. Zkr stieg damit auf Anhieb auf Platz 1 sowohl in Frankreich als auch in der Wallonie (Belgien) ein. Alle 18 Tracks des Albums schafften außerdem in Frankreich den Einstieg in die Singlecharts.

## Diskografie

### Alben
| Jahr | Titel                      | Höchstplatzierung, Gesamtwochen, AuszeichnungChartplatzierungen (Jahr, Titel, Platzierungen, Wochen, Auszeichnungen, Anmerkungen) | Höchstplatzierung, Gesamtwochen, AuszeichnungChartplatzierungen (Jahr, Titel, Platzierungen, Wochen, Auszeichnungen, Anmerkungen) | Höchstplatzierung, Gesamtwochen, AuszeichnungChartplatzierungen (Jahr, Titel, Platzierungen, Wochen, Auszeichnungen, Anmerkungen) | Anmerkungen                                              | [↑]: gemeinsam behandelt mit vorhergehendem Eintrag; [←]: in beiden Charts platziert |
| Jahr | Titel                      | FR | BEW | CH | Anmerkungen                                              |                                                                                      |
| ---- | -------------------------- | --- | --- | --- | -------------------------------------------------------- | ------------------------------------------------------------------------------------ |
| 2021 | Dans les mains             | FR1 Platin · (81 Wo.)FR | BEW1 (16 Wo.)BEW | CH17 (2 Wo.)CH | Erstveröffentlichung: 8. Januar 2021 Verkäufe: + 100.000 |                                                                                      |
| 2022 | Caméléon                   | FR3 Platin · (101 Wo.)FR | BEW9 (47 Wo.)BEW | CH18 (2 Wo.)CH | Erstveröffentlichung: 4. März 2022 Verkäufe: + 100.000   |                                                                                      |
| 2023 | Caméléon+[FR: ↑][BEW: ↑]   | FR3 Platin · (101 Wo.)FR | BEW9 (47 Wo.)BEW | CH99 (1 Wo.)CH | Erstveröffentlichung: 13. Januar 2023                    |                                                                                      |
| 2024 | Mode opératoire – Volume 1 | FR2 Gold · (37 Wo.)FR | BEW4 (12 Wo.)BEW | CH11 (1 Wo.)CH | Erstveröffentlichung: 2. Februar 2024                    |                                                                                      |

### EPs
- 2018: Absent

### Singles
| Jahr | Titel Album                                    | Höchstplatzierung, Gesamtwochen, AuszeichnungChartsChartplatzierungen (Jahr, Titel, Album, Platzierungen, Wochen, Auszeichnungen, Anmerkungen) | Anmerkungen                                          |
| Jahr | Titel Album                                    | FR | Anmerkungen                                          |
| --- | ---------------------------------------------- | --- | ---------------------------------------------------- |
| 2020 | Freestyle 5 min #8 –                           | FR187 Diamant · (1 Wo.)FR | Erstveröffentlichung: 26. Juni 2020                  |
| 2020 | Romance criminelle Dans les mains              | FR50 Gold · (6 Wo.)FR | Erstveröffentlichung: 4. September 2020              |
| 2020 | Poursuite Dans les mains                       | FR70 Gold · (4 Wo.)FR | Erstveröffentlichung: 9. Oktober 2020 feat. Koba LaD |
| 2020 | Freestyle 5 min #10 –                          | FR79 (2 Wo.)FR | Erstveröffentlichung: 25. November 2020              |
| 2021 | Freestyle 5 min #11 –                          | FR37 Gold · (6 Wo.)FR | Erstveröffentlichung: 30. Juni 2021                  |
| 2021 | Lion du sol –                                  | FR191 (1 Wo.)FR | Erstveröffentlichung: 16. Dezember 2021              |
| 2022 | Les gentils bandits Caméléon                   | FR42 Gold · (7 Wo.)FR | Erstveröffentlichung: 18. Februar 2022               |
| 2022 | Focus Caméléon                                 | FR56 (3 Wo.)FR | Erstveröffentlichung: 18. Februar 2022               |
| 2023 | Philly Caméléon+                               | FR36 Gold · (5 Wo.)FR | Erstveröffentlichung: 16. Januar 2023 feat. SDM      |
| 2023 | Safari Caméléon+                               | FR108 (1 Wo.)FR | Erstveröffentlichung: 19. Januar 2023 feat. Timal    |
| 2024 | Freestyle 5 min #13 Mode opératoire – Volume 1 | FR70 (2 Wo.)FR | Erstveröffentlichung: 11. Januar 2024                |
| 2025 | Freestyle 5 min #0 –                           | FR132 (1 Wo.)FR | Erstveröffentlichung: 10. Juli 2025                  |
| 2025 | Arrêt de bus –                                 | FR129 (… Wo.)FR | Erstveröffentlichung: 8. August 2025 mit Niska       |
| Folgende Lieder erschienen nicht als Single, wurden aber durch das Album zum Download und Streaming bereitgestellt und konnten somit eine Platzierung erlangen: |                                                | |                                                      |
| |                                                | |                                                      |
| 2021 | Tu vois comment? Dans les mains                | FR7 Gold · (10 Wo.)FR | feat. PLK                                            |
| 2021 | Travail d’arabe Dans les mains                 | FR31 (2 Wo.)FR | feat. Niro                                           |
| 2021 | Intro #9 Dans les mains                        | FR32 (3 Wo.)FR |                                                      |
| 2021 | 59 Carats Dans les mains                       | FR51 (2 Wo.)FR |                                                      |
| 2021 | J’ai fait le tour Dans les mains               | FR57 (2 Wo.)FR |                                                      |
| 2021 | Comme un junkie Dans les mains                 | FR58 (2 Wo.)FR | feat. PLK                                            |
| 2021 | Y’a trop Dans les mains                        | FR61 (2 Wo.)FR |                                                      |
| 2021 | Sourire de millionaire Dans les mains          | FR68 Gold · (2 Wo.)FR |                                                      |
| 2021 | HLM Dans les mains                             | FR73 (1 Wo.)FR | feat. Leto                                           |
| 2021 | The Wire Dans les mains                        | FR93 (1 Wo.)FR |                                                      |
| 2021 | Bah oé Dans les mains                          | FR96 Gold · (1 Wo.)FR |                                                      |
| 2021 | Caractère Dans les mains                       | FR100 (1 Wo.)FR |                                                      |
| 2021 | Mêmes valeurs Dans les mains                   | FR101 (1 Wo.)FR |                                                      |
| 2021 | Là-bas Dans les mains                          | FR106 (1 Wo.)FR |                                                      |
| 2021 | Vie dure Dans les mains                        | FR124 (1 Wo.)FR |                                                      |
| 2021 | Pourquoi Dans les mains                        | FR143 (1 Wo.)FR |                                                      |
| 2022 | Temps perdu Caméléon                           | FR49 (3 Wo.)FR |                                                      |
| 2022 | Sang froid Caméléon                            | FR59 (2 Wo.)FR |                                                      |
| 2022 | L’argent du Qatar Caméléon                     | FR66 (1 Wo.)FR |                                                      |
| 2022 | UFC Caméléon                                   | FR75 (1 Wo.)FR |                                                      |
| 2022 | Señora Caméléon                                | FR90 (2 Wo.)FR |                                                      |
| 2022 | Si tu voulais Caméléon                         | FR104 (1 Wo.)FR |                                                      |
| 2022 | À moitié Caméléon                              | FR109 (1 Wo.)FR |                                                      |
| 2022 | Zone ouvrière Caméléon                         | FR112 (1 Wo.)FR |                                                      |
| 2022 | Pinocchio Caméléon                             | FR114 (1 Wo.)FR |                                                      |
| 2022 | Monde à l’envers Caméléon                      | FR116 (1 Wo.)FR |                                                      |
| 2022 | Or pur Caméléon                                | FR132 (1 Wo.)FR |                                                      |
| 2022 | Douce France Caméléon                          | FR138 (1 Wo.)FR |                                                      |
| 2022 | Il était temps Caméléon                        | FR139 (1 Wo.)FR |                                                      |
| 2022 | Balafre Caméléon                               | FR146 (1 Wo.)FR |                                                      |
| 2023 | Gris nardo Caméléon+                           | FR150 (1 Wo.)FR | feat. PLK                                            |
| 2023 | Ferragamo Caméléon+                            | FR199 (1 Wo.)FR | feat. Hamza                                          |
| 2023 | Under armour Mode opératoire – Volume 1        | FR19 (4 Wo.)FR | feat. Werenoi                                        |
| 2023 | Beterbiev Mode opératoire – Volume 1           | FR69 (2 Wo.)FR | feat. Freeze Corleone                                |
| 2023 | Baby Glock Mode opératoire – Volume 1          | FR71 (2 Wo.)FR | feat. Jul                                            |
| 2023 | Kayano Mode opératoire – Volume 1              | FR95 (2 Wo.)FR |                                                      |
| 2023 | RS11 Mode opératoire – Volume 1                | FR114 (1 Wo.)FR |                                                      |
| 2023 | Mode opératoire Mode opératoire – Volume 1     | FR124 (1 Wo.)FR |                                                      |
| 2023 | Plaque de Blé Mode opératoire – Volume 1       | FR133 (1 Wo.)FR | feat. Zed                                            |
| 2023 | 591 Mode opératoire – Volume 1                 | FR137 (1 Wo.)FR |                                                      |
| 2023 | Les aviateurs Mode opératoire – Volume 1       | FR143 (1 Wo.)FR |                                                      |
| 2023 | Hall Eyes On Me Mode opératoire – Volume 1     | FR158 (1 Wo.)FR |                                                      |
| 2023 | La coulade Mode opératoire – Volume 1          | FR171 (1 Wo.)FR |                                                      |
| 2023 | Sang merci Mode opératoire – Volume 1          | FR176 (1 Wo.)FR |                                                      |

### Gastbeiträge
| Jahr | Titel Album                             | Höchstplatzierung, Gesamtwochen, AuszeichnungChartsChartplatzierungen (Jahr, Titel, Album, Platzierungen, Wochen, Auszeichnungen, Anmerkungen) | Anmerkungen                                                 |
| Jahr | Titel Album                             | FR | Anmerkungen                                                 |
| --- | --------------------------------------- | --- | ----------------------------------------------------------- |
| 2020 | Le dem Zonard des étoiles               | FR153 (1 Wo.)FR | Erstveröffentlichung: 13. Januar 2022 Nessbeal feat. Zkr    |
| 2024 | Sierra Leone Capitale du crime radio    | FR146 (1 Wo.)FR | Erstveröffentlichung: 8. November 2024 La Fouine feat. Zkr  |
| Folgende Lieder erschienen nicht als Single, wurden aber durch das Album zum Download und Streaming bereitgestellt und konnten somit eine Platzierung erlangen: |                                         | |                                                             |
| |                                         | |                                                             |
| 2021 | Panenka La sans pitax                   | FR126 (1 Wo.)FR | Brulux feat. Zkr                                            |
| 2021 | 280 Capo Dei Capi Vol. II & III         | FR112 (2 Wo.)FR | Alonzo feat. Zkr                                            |
| 2021 | Chercher l’or Cartel: vol. 1            | FR103 (1 Wo.)FR | Koba LaD feat. Zkr & Landy                                  |
| 2021 | Encore Couleurs du jeu (Réédition)      | FR123 (1 Wo.)FR | Frenetik feat. Zkr & Landy                                  |
| 2021 | Lundi matin Couleurs du jeu (Réédition) | FR122 (1 Wo.)FR | RK feat. Zkr                                                |
| 2021 | Du nord au sud Vrai 2 vrai              | FR64 (2 Wo.)FR | Charteinstieg: 30. Juli 2021 Da Uzi feat. Soso Maness & Zkr |
| 2021 | Baltimore Coco Jojo                     | FR75 (1 Wo.)FR | Guy2Bezbar feat. Zkr                                        |
| 2021 | Kalenji Réelle vie 3.0                  | FR126 (2 Wo.)FR | Maes feat. Zkr                                              |
| 2023 | 10kg 21                                 | FR145 (1 Wo.)FR | Mig feat. Zkr                                               |
| 2024 | TP dans le froid Décennie               | FR37 (2 Wo.)FR | Jul feat. Le Rat Luciano & Zkr                              |
| 2025 | Hôtel Crillon Ripro                     | FR164 (1 Wo.)FR | Lacrim feat. Zkr                                            |

## Auszeichnungen für Musikverkäufe
| Goldene Schallplatte - Frankreich - 2023: für die Single Freestyle 5 min #5 |

Anmerkung: Auszeichnungen in Ländern aus den Charttabellen bzw. Chartboxen sind in ebendiesen zu finden.
| Land/RegionAuszeichnungen für Musikverkäufe (Land/Region, Auszeichnungen, Verkäufe, Quellen) | Gold       | Platin     | Diamant  | Verkäufe  | Quellen         |
| -------------------------------------------------------------------------------------------- | ---------- | ---------- | -------- | --------- | --------------- |
| Frankreich (SNEP)                                                                            | 10× Gold10 | 2× Platin2 | Diamant1 | 1.483.333 | snepmusique.com |
| Insgesamt                                                                                    | 10× Gold10 | 2× Platin2 | Diamant1 |           |                 |